# Болтунов, Фёдор Владимирович
Фёдор Владимирович Болтунов (23 октября 1988, Жуково, Калужская область) — российский футболист, защитник.

## Биография
Воспитанник УОР «Мастер-Сатурн». Начал взрослую карьеру в команде «Сатурн» Егорьевск. В 2008 году защитник заключил контракт с узбекским клубом «Андижан», однако за него в официальных матчах не сыграл.
В 2010 году перешёл в черногорский «Дечич», выступавший в Первой лиге (элитный дивизион Черногории). В чемпионате провёл за команду одну игру, после чего вернулся в Россию, где в течение нескольких лет играл за любительские коллективы. В 2014 году вернулся в Черногорию, защищал цвета клубов «Искра» (Даниловград) и «Братство» (Циевна). В 2015 году числился в команде ФНЛ «СКА-Энергия» (Хабаровск), но на поле в её составе не выходил.
С 2017 года выступал за обнинский «Квант», сыграв за клуб более 100 матчей во Втором дивизионе России. 
В 2023 году завершил профессиональную карьеру.